# 高橋ナオヒト
高橋 ナオヒト（たかはし ナオヒト、1959年4月24日 - ）は、日本の男性アニメーター、アニメ演出家、アニメ監督。静岡県出身。血液型はO型。本名は高橋直人、アニメーターとして作品に関わる時の名前は、音無 竜之介（おとなし りゅうのすけ）。なお、初期には結城 司（ゆうき つかさ）という名前も使っていた。

## 来歴・人物
作画プロダクション・スタジオジャイアンツ社長の角谷哲生が講師を務めていた専門学校東京デザイナー学院アニメーション科（現：東京ネットウエイブ）を卒業後、スタジオジャイアンツへ。その後フリーランスとなり現在に至るが、活動の拠点はオー・エル・エムに置いている。摩砂雪や増尾昭一とは同期。アニメーターとしての筆名である音無 竜之介は、『めぞん一刻』の音無響子と『うる星やつら』の藤波竜之介が由来。
代表作は千羽由利子と組んだ『剣風伝奇ベルセルク』、『To Heart』、『鋼鉄天使くるみ』、『フィギュア17 つばさ&ヒカル』、『ダンボール戦機』など。
2000年代後半に入ってからは『劇場版ポケットモンスター』をはじめとするオー・エル・エム制作の劇場映画のパート演出（絵コンテ）の仕事を主としており、監督業からは一歩引いていた。2011年、『ダンボール戦機』で5年ぶりにテレビアニメ監督を担当。

## 参加作品

### テレビアニメ
1981年
- おはよう!スパンク（動画）
- 新・ど根性ガエル（ - 1982年、動画）

1982年
- ゲームセンターあらし（原画）
- さすがの猿飛（原画）
- 愛の戦士レインボーマン（原画）
- 野生のさけび

1983年
- 超時空世紀オーガス（作画監督）

1984年
- らんぽう（作画監督）

1985年
- タッチ（作画監督）

1986年
- めぞん一刻（1986年 - 1987年、作画監督）※音無竜之介名義

1987年
- マシンロボ ぶっちぎりバトルハッカーズ（作画監督）

1988年
- F（作画監督）※音無竜之介名義
- 名門!第三野球部（作画監督・動画チェック・オープニングアニメーション）※音無竜之介名義
- 天空戦記シュラト（作画監督）

1989年
- たいむとらぶるトンデケマン! （作画監督）

1990年
- NG騎士ラムネ&40（演出・作画監督）※高橋直人（演出担当時）・結城司（作画監督担当時）名義

1991年
- ジャンケンマン（絵コンテ・演出）

1992年
- 花の魔法使いマリーベル（絵コンテ・演出）

1993年
- 剣勇伝説YAIBA（絵コンテ・演出）

1994年
- メタルファイター・MIKU（絵コンテ・演出）

1995年
- H2（絵コンテ）

1997年
- 剣風伝奇ベルセルク（監督）

1998年
- ああっ女神さまっ 小っちゃいって事は便利だねっ（絵コンテ・演出）

1999年
- To Heart（監督・原画）※音無竜之介（原画担当時）名義
- 鋼鉄天使くるみ（監督）

2001年
- フィギュア17 つばさ&ヒカル（監督）
- 鋼鉄天使くるみ2式（監督）

2003年
- コロッケ!（監督）

2004年
- アガサ・クリスティーの名探偵ポワロとマープル（監督）

2005年
- 強殖装甲ガイバー（絵コンテ（第22話））

2006年
- RAY THE ANIMATION（監督・原画）

2007年
- デルトラクエスト（絵コンテ）

2008年
- イナズマイレブン（絵コンテ（OP1・第68話））

2011年
- ダンボール戦機（ - 2012年、監督・絵コンテ / OP1・ED絵コンテ）

2012年
- ダンボール戦機W（ - 2013年、監督・ED絵コンテ）

2013年
- ダンボール戦機WARS（監督）

2018年
- ゾイドワイルド（絵コンテ）

2021年
- メガトン級ムサシ（絵コンテ）

2022年
- ニンジャラ（ - 2024年、演出（第125話） / OP1絵コンテ・演出）

2025年
- 薬屋のひとりごと（絵コンテ）
- 魔神創造伝ワタル（原画）※音無竜之介名義

### 劇場アニメ
2005年
- ポケットモンスターアドバンスジェネレーション ミュウと波導の勇者ルカリオ（演出）

2006年
- ポケットモンスターアドバンスジェネレーション ポケモンレンジャーと蒼海の王子 マナフィ（演出）
- 劇場版 どうぶつの森（絵コンテ・演出・原画）

2007年
- ポケットモンスター ダイヤモンド&パール ディアルガVSパルキアVSダークライ（絵コンテ・演出・原画）
- えいがでとーじょー! たまごっち ドキドキ! うちゅーのまいごっち!?（絵コンテ・演出）

2008年
- ポケットモンスター ダイヤモンド&パール ギラティナと氷空の花束 シェイミ（演出）
- 映画! たまごっち うちゅーいちハッピーな物語!?（絵コンテ・演出）

2009年
- ポケットモンスター ダイヤモンド&パール アルセウス 超克の時空へ（絵コンテ・演出・原画）
- レイトン教授と永遠の歌姫（演出）

2012年
- 劇場版イナズマイレブンGO vs ダンボール戦機W（監督協力）

2014年
- ポケモン・ザ・ムービーXY 破壊の繭とディアンシー（演出・原画）

2019年
- 二ノ国（演出）

### OVA
1992年
- シークエンス（監督・作画監督）

1994年
- イリア（キャラクターデザイン・総作画監督）
- 同級生 夏の終わりに（キャラクターデザイン） ※15禁（後に18禁）

1995年
- STAINLESS NIGHT（監督・キャラクターデザイン・作画監督・原画） ※18禁

1998年
- 誘惑COUNT DOWN 鏡（監督・キャラクターデザイン・作画監督・原画） ※18禁

2003年
- 鋼鉄天使くるみ零（監督）

### ゲーム
2009年
- イナズマイレブン2 脅威の侵略者（ゲーム劇中アニメーション原画）

2010年
- イナズマイレブン3 世界への挑戦!!（ゲーム劇中アニメーション絵コンテ・原画）

2016年
- 妖怪ウォッチ3 スシ/テンプラ（OP絵コンテ）